# ドゥランゴ・ジェネラルズ
ドゥランゴ・ジェネラルズ（英語: Durango Generales、スペイン語名: ヘネラレス・デ・ドゥランゴ（スペイン語: Generales de Durango））は、メキシコ合衆国ドゥランゴ州ドゥランゴに本拠地を置くリーガ・メヒカーナ・デ・ベイスボルのプロ野球チームである。
元々のチームは、2011年からカンペチェ州シウダード・デル・カルメンのエスタディオ・レスルヒミエントに本拠地を置いていたシウダーデルカルメン・ドルフィンズ。2016年にドゥランゴ州ドゥランゴへ移転し、球団名が「ドゥランゴ・ジェネラルズ」となる。